# Viện Lịch sử Quân sự
Viện Lịch sử Quân sự  trực thuộc Bộ Tổng tham mưu Quân đội nhân dân Việt Nam là cơ quan khoa học đầu ngành lịch sử quân sự của quân đội, một trung tâm lịch sử quân sự của Nhà nước, có chức năng, nhiệm vụ giúp Bộ Quốc phòng chỉ đạo, quản lý và triển khai các hoạt động nghiên cứu lịch sử quân sự, tổng kết chiến tranh ở cấp trung ương cũng như toàn quân. Theo đó, hệ thống tổ chức cơ quan làm công tác nghiên cứu lịch sử quân sự, tổng kết chiến tranh trong toàn quân được xác lập, đánh dấu bước phát triển quan trọng của khoa học lịch sử quân sự Việt Nam.
- Ngày thành lập: ngày 28 tháng 5 năm 1981
- Trụ sở: Số 33B, Phạm Ngũ Lão, Hà Nội.

Theo Quyết định số 624/ QĐ-BQP ngày 18/1/2023 của Bộ trưởng Bộ Quốc phòng, Viện Lịch sử Quân sự từ trực thuộc Bộ Quốc phòng về trực thuộc Bộ Tổng Tham mưu.

## Lãnh đạo hiện nay
- Viện trưởng: Thiếu tướng TS. Nguyễn Hoàng Nhiên
- Phó Viện trưởng: Đại tá PGS,TS. Dương Hồng Anh[2]
- Phó Viện trưởng:  Đại tá, PGS, TS. Nguyễn Văn Sáu

## Tổ chức
- Phòng Thông tin tư liệu
- Phòng Chính trị - Hậu cần
- Phòng Tổng kết chiến tranh
- Phòng Quản lý khoa học
- Phòng Nghiệp vụ 1
- Phòng Nghiệp vụ 2
- Phòng Nghiệp vụ 3
- Tạp chí Lịch sử quân sự

## Thành tích
- Nghiên cứu gần 267 công trình, đề tài, trong đó có sáu đề tài cấp Nhà nước (có một đề tài được tặng Giải thưởng Hồ Chí Minh), 35 đề tài cấp Bộ Quốc phòng và 226 đề tài cấp ngành.
- Từ năm 2000 đến 2010, Viện đã xuất bản 130 công trình.
- Từ năm 2005 đến nay, xuất bản 56 đầu sách với hơn 45.000 bản in. Chỉ đạo các đơn vị trong toàn quân triển khai nghiên cứu hơn 2.600 công trình, đề tài lịch sử quân sự, tổng kết chiến tranh. Từ năm 2000 đến nay, các đơn vị trong toàn quân đã tổ chức nghiên cứu 1.320 công trình, xuất bản 844 công trình.
- 01 Huân chương Độc lập Hạng Ba[3]

## Viện trưởng qua các thời kỳ
- 1981-1983, Nguyễn Xuân Hoàng, Trung tướng (1986)
- 1983-1988, Hoàng Phương, Trung tướng (1982)
- 1994-1999, Nguyễn Đình Ước (1927-2010), Trung tướng
- 1999, Nguyễn Quốc Dũng Đại tá
- 1999-2007,Trịnh Vương Hồng, Thiếu tướng
- 2007-2010, Phạm Văn Thạch, Thiếu tướng (2008)
- 2011-2014, Vũ Quang Đạo, Thiếu tướng (2009)
- 2014-2016, Nguyễn Văn Bạo, PGS, TS. Thiếu tướng (2016), nay là Giám đốc Học viện Chính trị, Trung tướng (2020)
- 2016-nay, Nguyễn Hoàng Nhiên, Đại tá, Thiếu tướng (2018)

## Phó Viện trưởng qua các thời kỳ
- 1981-1983, Hoàng Phương, Trung tướng (1982)
- 1984-1994, Nguyễn Đình Ước, Trung tướng (1994)
- Đại tá Nguyễn Mạnh Hà, nguyên Phó Viện trưởng Viện Lịch sử quân sự, PGS.TS sử học. Viện trưởng Viện Lịch sử Đảng, Học viện Chính trị Quốc gia Hồ Chí Minh.